# Шуля (деревня)
 Шуля  — деревня в Санчурском муниципальном округе Кировской области.

## География
Расположена на расстоянии примерно 22 км по прямой на северо-запад от райцентра поселка Санчурск.

## История
Известно с 1891 года как починок Шабалин (Шуля). В 1905 году учтено дворов 61 и жителей 3911, в 1926 (деревня Шабалино 1-е или Шуля) 92 и 478, в 1950 (Шуля) 90 и 338, в 1989 64 жителя. С 2006 по 2019 год входила в состав Корляковского сельского поселения.

## Население
Постоянное население составляло 22 человека (русские 100%) в 2002 году, 0 в 2010.